# سديم زحل
سديم زحل أو إن جي سي 7009  (بالإنجليزية: Saturn Nebula ) هو سديم كوكبي يرى في كوكبة الدلو. تبلغ شدة اللمعان لسديم زحل +8,30 قدر ظاهري ويبلغ قطره 0,5' × 0,4'. اكتشفه وليام هيرشل يوم 7 سبتمبر 1782 ، وقد سمي سديم زحل من قبل العالم الفلكي «لورد روس»
حيث أن شكل النفاثتان المنطلقتان من جانبيه تشبه حلقات زحل .
طبقا لكتالوج كالدويل يرمز سديم زحل بالرمز ك55 .
يبعد سديم زحل عنا نحو 2.400 سنة ضوئية (طبقا للعام الفلكي هاينيس), أو 2.900 سنة ضوئية ( طبقا لسكاي كاتالوج) و نحو 3.900 سنة ضوئية (طبقا لبورنهام أوديل ).

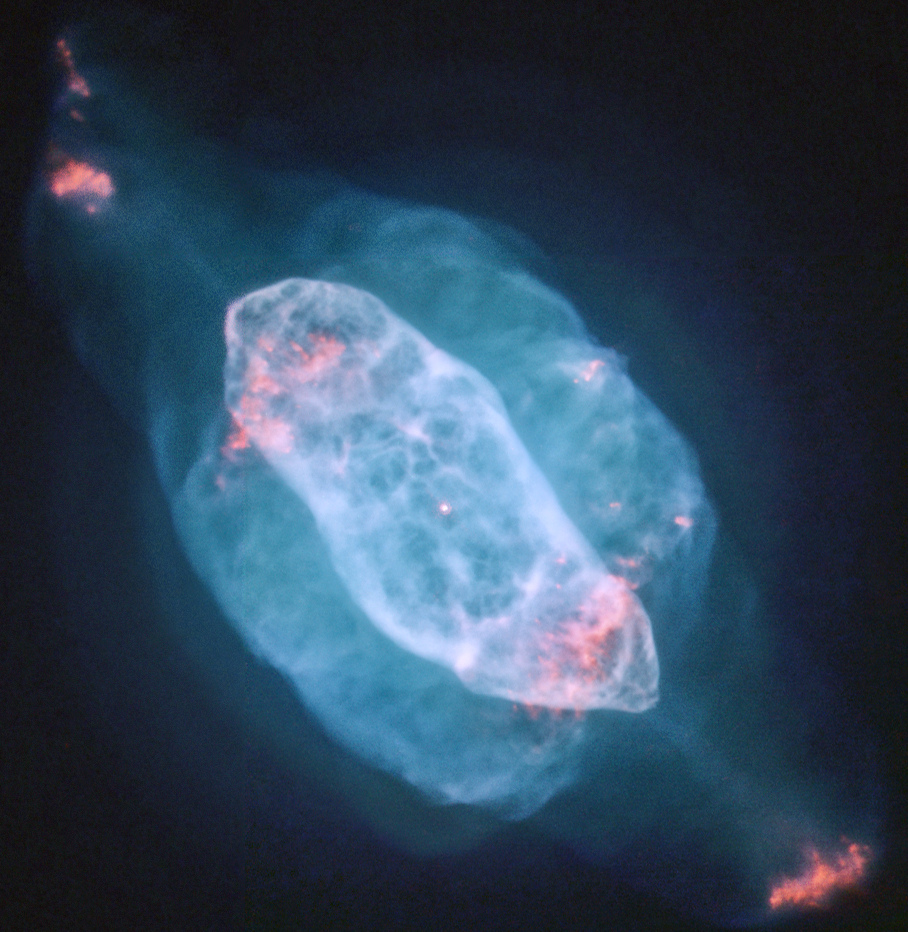
سديم زحل كما التقطه تلسكوب هابل الفضائي.

## رؤياه

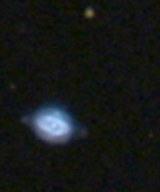
، سديم زحل لقطة تم التقاطها باستخدام كاميرا فليبس ToUcam معدلة على " SCT 10 مع طول بؤري 1.5 متر

يمكن رؤية سديم إن جي سي 7009 بواسطة تلسكوب صغير تكون عدسة دخول الضوء بقطر 60 مليمتر على الأقل . أما بالتلسكوبات الكبيرة فهو يظهر واضحا إلا أن رؤية النفاثتين يصعب ويحتاج إلى ظروف جوية سانحة .
الصورة الصغيرة أسفله تبين سديم زحل مع نفاثتيه، كما إلتقطت بواسطة تلسكوب هواة تكلفته قليلة.

## اقرأ أيضا
- إن جي سي 869

## وصلات خارجية
- Hubble-Weltraumteleskop
- Nemiroff، R.؛ Bonnell، J. (المحررون). صورة اليوم الفلكية. ناسا http://apod.nasa.gov/apod/ap. {{استشهاد ويب}}: الوسيط |title= غير موجود أو فارغ (مساعدة)
- NOAO نسخة محفوظة 7 أبريل 2015 على موقع واي باك مشين.
- Antilhue Chile
- DSS Images for NGC 7000 through NGC 7099
- SEDS